# Agneta Ramberg
Agneta Christina Ramberg, född 25 juli 1950 i Sankt Görans församling i Stockholm, är en svensk journalist, känd som utrikeskorrespondent för Sveriges Radio.

## Biografi
Agneta Ramberg är dotter till advokaten Göran Ramberg och Marianne, ogift Hansson. Efter examen från Journalisthögskolan i Göteborg 1972 var hon anställd vid Finlands radio i Mariehamn 1972–1975. Hon kom till Sveriges Radio 1977 och blev Mellanösternkorrespondent 1982. Hon har senare varit utrikespolitisk kommentator vid Ekot fram till pensioneringen 2018.
Hon var gift första gången 1975–1982 med journalisten Sverker Nyman (född 1944) och andra gången 1987–1995 med journalisten Juan Carlos Gumucio (född 1949), son till arkitekten René Gumucio och Azul, ogift Quiroga Salcedo. Hon är kusin till Tomas Ramberg.